# Kadlec a Tkadlec
Kadlec a Tkadlec (původně francouzsky Dupond et Dupont, anglicky Thomson and Thompson, německy Schulze und Schultze, v českém překladu televizního seriálu Hornád a Hornát) jsou fiktivní postavy z belgického komiksu Tintinova dobrodružství výtvarníka Hergého.

## Popis
Jde o legrační detektivy, kteří s vervou řeší mnoho zapeklitých případů a vždy jim to nějak nevyjde. Poprvé se objevili v díle Faraonovy doutníky, kde se snažili zatknout reportéra Tintina (na jednom obrázku se objevili už v díle Tintin au Congo (angl. Tintin in the Congo, Tintin v Kongu)). Tintin však dokáže svou nevinu a společně se spřátelí. Téměř ve všech dalších dílech pomáhají Tintinovi v jeho obtížných misích a díky jejich nešikovnosti se z nich staly jedny z nejoblíbenějších postav komiksu Tintin. Na tyto dva detektivy se často zlobí kapitán Haddock.
Jsou si k nerozeznání podobní kromě tvaru kníru: Kadlec (Dupond) má vous zarovnaný dolů, zatímco Tkadlec (Dupont) má špičky nakroucené vodorovně.